# Rättsantropologi

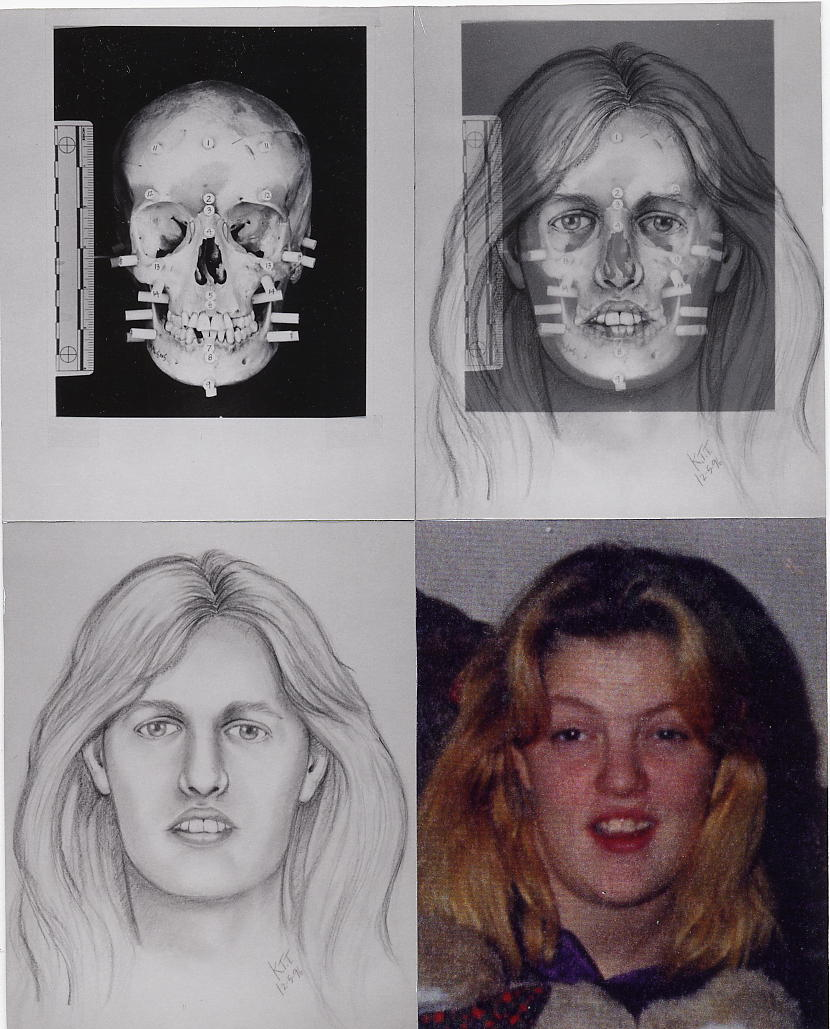
Rättsantropologisk rekonstruktion av ett ansikte, och längst ner till höger ett fotografi på den sedermera identifierade döda.

Rättsantropologi är ett tvärvetenskapligt forskningsfält som syftar till person- och kroppsidentifiering av kroppar, vanligtvis lik, samt till att utröna eventuella skador som kan bidra till att patologer kan fastställa en dödsorsak. Det har både med fysisk antropologi och kriminalteknik att göra.
Rättsantropologin arbetar vanligen med lik som på något sätt är intill oigenkännlighet förstörda, t.ex. genom förruttnelse, brännskador eller stympning. De kan då, beroende på arten av förstörelse, försöka förstå hur ansiktsdragen sett ut, bestämma kön, ålder och ursprung, bestämma tidpunkten för dödsfallet, och identifiera likets skador. En stor del av fältet innefattar osteologiska undersökningar av liket, men rättsantropologin kan också studera hår, eventuella insekter i närheten av liket, och annat som kan ge upplysningar av kroppens identitet och om dödsfallet. Genom osteologin kan uppgifter erhållas om hur den döda har levt.
I andra fall kan rättsantropologin ägna sig åt att identifiera levande personer som av någon orsak inte omedelbart kan identifieras, till exempel kidnappade barn som upphittats eller andra övergivna barn.
Rättsantropologer anser att mänskligheten kan delas in i tre huvudhärkomstgrupper utifrån hur skelettet, främst benstrukturen i huvudet, ser ut och att man utifrån benstrukturen kan dra slutsatser om från vilken huvudhärkomstgrupp individen vars skelett man tittar på stammar.  I Australien anses det ibland finnas en fjärde härkomstgrupp som kan kännas igen utifrån sitt skelett. Människor med denna härkomstgrupp förekommer nästan inte alls utanför Australien. För att könsbestämma ett skelett är det främst huvudet och bäckenet man tittar på.
Rättsantropologer arbetar ofta vid enskildas dödsfall, men kan också arbeta med att studera lik i massgravar som ett led i att utröna huruvida folkmord begåtts, samt vid arkeologiska undersökningar av fossiler eller historiska gravar. De samarbetar ofta med odontologer och rättspatologer.